# Van Snyder
Van Snyder (Tulln an der Donau 11 december 1989), de artiestennaam van Imre Kis, is een Oostenrijkse dj en producer.

## Biografie
Snyder is gespecialiseerd in elektronische dansmuziek. Hij heeft momenteel een contract bij Warner Music Denmark, Black Hole Recordings, Revealed Recordings en Blanco y Negro Music. Snyder is de ontvanger van de YouTube Silver Play Button Award. Hij heeft meer dan 820.000 abonnees verzameld op YouTube, 1.200.000 fans op Facebook en ongeveer 6.300.000 volgers op Instagram (Vanaf 30 april 2025).
Van Snyder debuteerde in de muziekindustrie met zijn single Start Again, naast andere nummers die in verschillende Europese DJ- en dance-hitlijsten stonden. In de loop van zijn carrière heeft Snyder een officiële samenwerking met Bonnie Tyler tot stand gebracht en remixen geproduceerd voor industriereuzen als Flo Rida, Lil Wayne, Akon, T-Pain en tyDi. Hij heeft zelfs aanzienlijke steun gekregen van toonaangevende DJ's zoals David Guetta, Tiësto, Robin Schulz, Afrojack, Nicky Romero, R3HAB, Blasterjaxx en Dimitri Vegas & Like Mike, om er maar een paar te noemen.
Gedurende zijn carrière heeft Snyder samengewerkt met andere bekende artiesten zoals DJ Antoine & Mad Mark, Bassjackers, Klaas, Michael Mind, Alexander Popov, tyDi, Serena Bleu, PH Electro en nog veel meer.

## Het vroege leven en onderwijs
Snyder werd geboren op 11 december 1989 als zoon van Imre Kis Senior en Klara Kis. Hij groeide op in Siegersdorf, waar hij zijn lagere school afrondde. Daarna schreef hij zich in op een middelbare school in Tulln an der Donau, waar hij in 2004 afstudeerde en daarna naar de Polytechnicum School ging.

## Carrière
Van Snyder begon met dj'en toen hij 16 jaar oud was. Aanvankelijk speelde hij op privéfeesten en binnen twee jaar begon hij met het produceren van EDM. Sindsdien heeft Snyder een aantal singles uitgebracht die tussen 2009 en 2010 zijn opgenomen en erkend als een groot succes in de Europese DJ- en dance-hitlijsten. Een van zijn vroege nummers, Start Again, uitgebracht in 2011, is ook geremixt door Michael Mind, een Duitse house-dj en muziekproductieduo.
Snyder heeft in zijn gevarieerde carrière gewerkt met verschillende gerenommeerde artiesten zoals Bonnie Tyler, Klaas, PH Electro en anderen. Hij heeft ook remixes gemaakt voor meerdere A-listers zoals Bonnie Tyler, Flo Rida, Lil Wayne, T-Pain, Akon, tyDi en anderen die zijn uitgebracht door topplatenlabels, waaronder Sony Music Entertainment, Black Hole Recordings en Kontor Records.
Volgens een onderzoek van casino.at is Snyder de populairste Oostenrijkse beroemdheid in 2023.
Zijn allereerste officiële radioshow vond plaats op 25 november 2023 op Radio ViBE 99.7 FM, Las Vegas.
Op 5 juli 2024 begon Snyder een samenwerking genaamd Light My Fire met de Amerikaanse zangeres Serena Bleu en de Canadese producer TOROK. Deze single werd onder meer ondersteund door David Guetta in zijn wekelijkse radioprogramma Playlist Episode 738.
In augustus 2024 werd een nieuwe samenwerking met Serena Bleu uitgebracht onder de titel Don't You (Forget About Me), met een remix van Bassjackers en uitgebracht op Blanco y Negro Music.
Eind april 2025 brachten Snyder en Serena Bleu ook een remix uit van hun single Lose Control, geproduceerd door DJ Antoine en Mad Mark.